# Орёл (монета США)
Орёл, или игл (англ. Eagle) — основная золотая монета США, чеканившаяся в период с 1795 по 1933 год и равная 10 долларам.
С 1986 года в США также выпускаются инвестиционные монеты «Игл» из серебра и золота, с 1997 года также из платины и с 2017 из палладия.

## История
Выпуск золотой монеты номиналом в 10 долларов был прописан в монетном акте 1792 года. Однако первая монета была отчеканена лишь несколькими годами позже в 1795 году. Гравёр Роберт Скот в качестве модели для изображения Свободы на аверсе использовал портрет Анны Виллинг Бинхем, считавшейся одной из самых красивых женщин США, кисти знаменитого художника Гилберта Стюарта. При этом, в отличие от серебряных монет, на золотых Свобода была в модном на тот момент в США фасоне женской шляпки, похожей на тюрбан. Отсюда монета и получила своё название Turban Head Eagle.
Согласно монетному акту 1792 года соотношение цены золота и серебра составляло 1 к 15. Однако в связи с происходящими в Европе событиями[какими?] цена золота относительно серебра возросла. В результате большинство золотых монет данного типа было переплавлено со спекулятивными целями. В 1804 году президент Томас Джефферсон распорядился прекратить чеканку монет номиналом в 10 долларов. Вновь их чеканка была возобновлена лишь более чем через 30 лет в 1838 году.
Новый тип монеты — 10 долларов с изображением Свободы — чеканился весьма продолжительное время, с 1838 по 1907 годы. В конце Гражданской войны в США в связи с обострившимися религиозными чувствами многих американцев, потерявших родственников либо уставших от военных лишений, 3 марта 1865 года был принят закон, согласно которому все серебряные монеты номиналом более 10 центов и золотые более 3 долларов должны были содержать девиз «IN GOD WE TRUST». С 1866 года на реверсе монеты над изображением орлана появилась лента с соответствующей надписью.
С 1907 года начинают выпускаться 10 долларов с изображением индейца. Новый дизайн монеты был разработан по личному поручению 26-го президента США Теодора Рузвельта известным американским скульптором Огастесом Сент-Годенсом. Первые отчеканенные монеты отличались высоким рельефом изображения и отсутствием девиза «IN GOD WE TRUST». Выпуск «безбожных» монет был преднамеренным, так как Рузвельт считал упоминание слова «GOD» на монетах святотатством. Однако помещение девиза «IN GOD WE TRUST» на золотых монетах номиналом более 3 долларов было определено ещё монетным актом 1864 года. Несколько членов Конгресса настояли на прекращении выпуска «безбожных» монет.
Разработчик дизайна монеты Сент-Годенс умер в 1907 году. Другим гравёром Чарльзом Барбером был внесён ряд изменений. Изображение на монете стало менее рельефным и появился девиз «IN GOD WE TRUST».
В 1933 году в связи с экономическим кризисом, получившим название «Великой депрессии», США были вынуждены отказаться от золотомонетного стандарта. Золотые монеты подлежали выведению из оборота и переплавке. Отчеканенные несколько ранее экземпляры были переплавлены.

## Типы 10-долларовых монет
| Десять долларов с изображением Свободы в тюрбане |           |                |             |                    |          |       |        |
| Дата выпуска | Металл    | Масса общая, г | Диаметр, мм | Тираж, шт.         | Гурт     | Аверс | Реверс |
| 1795–1804 | 91,7 % Au | 17,5           | 33          | более 132 тысяч    | рубчатый |       |        |
| Аверс: изображение Свободы Реверс: белоголовый орлан — геральдический символ США Гравёр: Роберт Скот Чеканка: монетный двор Филадельфии |           |                |             |                    |          |       |        |
| Десять долларов с изображением Свободы |           |                |             |                    |          |       |        |
| Дата выпуска | Металл    | Масса общая, г | Диаметр, мм | Тираж, шт.         | Гурт     | Аверс | Реверс |
| 1838–1907 | 90 % Au   | 16,7           | 26,8        | более 40 миллионов | рубчатый |       |        |
| Аверс: изображение Свободы во фригийском колпаке — символе революции Реверс: белоголовый орлан — геральдический символ США Гравёр: Кристиан Гобрехт Чеканка: монетные дворы Филадельфии, Нового Орлеана, Карсон-Сити, Денвера и Сан-Франциско |           |                |             |                    |          |       |        |
| Десять долларов с изображением индейца |           |                |             |                    |          |       |        |
| Дата выпуска | Металл    | Масса общая    | Диаметр, мм | Тираж, шт.         | Гурт     | Аверс | Реверс |
| 1907–1933 (с перерывами) | 90 % Au   | 16,7           | 26,8        | более 13 миллионов | рубчатый |       |        |
| Аверс: бюст женщины в национальном головном уборе индейцев Реверс: белоголовый орлан — геральдический символ США Художник: Огастес Сент-Годенс Чеканка: монетные дворы Филадельфии и Сан-Франциско                                            |           |                |             |                    |          |       |        |